# Moščena
Moščena (ukrajinsko Мощена) je vas v zahodni Ukrajini, v Volinski oblasti, 70 km severozahodno od mesta Luck. Ustanovljena je bila leta 1543 in ima okoli 581 prebivalcev. 